# Juan José Osorio Palacios
Juan José Osorio Palacios (Ciudad de México, Distrito Federal, 21 de enero de 1920 - Ibídem, 16 de octubre de 1997) fue un músico y político mexicano, miembro del Partido Revolucionario Institucional, fue seis veces diputado federal y líder sindical de los músicos.
Fue violinista egresado del Conservatorio Nacional de Música, fue líder del Sindicato Nacional de Trabajadores de la Música Mexicana, miembro de la Confederación de Trabajadores de México desde 1936, en la CTM ocupó los cargos de Secretario adjunto de Organización y Propaganda, de Organización, adjunto de Promoción y Organización Sindical, de Acción Social y de Finanzas y Administración en diferentes periodos. Además fue director general del Fondo Nacional para el Consumo de los Trabajadores (FONACOT).
Fue seis veces diputado federal y una vez a la Asamblea del Distrito Federal. Electo diputado federal por el II Distrito Electoral Federal del Distrito Federal a la XLII Legislatura de 1952 a 1955, por el XV Distrito Electoral Federal del Distrito Federal a la XLIV Legislatura de 1958 a 1961, por el XV Distrito Electoral Federal del Distrito Federal a la L Legislatura de 1952 a 1955, por el XV Distrito Electoral Federal del Distrito Federal a la LII Legislatura de 1982 a 1985, por el XXXIV Distrito Electoral Federal del Distrito Federal a la LIV Legislatura de 1988 a 1988 y por el IV Distrito Electoral Federal del Distrito Federal a la LVI Legislatura de 1994 a 1997 y de 1991 a 1994 fue Diputado a la Asamblea de Representantes del Distrito Federal.
Durante su periodo en la L Legislatura ocupó la presidencia de la Cámara de Diputados y respondió al 1.er informe de gobierno de José López Portillo el 1 de septiembre de 1977.